# Робекето кон Индуно
Робекѐто кон Инду̀но (на италиански: Robecchetto con Induno, на западноломбардски: Rubechèt cun Indùun, Рубекет кун Индуун) е община в Северна Италия, провинция Милано, регион Ломбардия. Разположена е на 172 m надморска височина. Населението на общината е 4896 души (към 2010 г.).
Административен център на общината е градче Индуно Тичино (на италиански: Induno Ticino).